# Modicogryllus maliensis
Modicogryllus maliensis är en insektsart som beskrevs av Otte, D. och Cade 1984. Modicogryllus maliensis ingår i släktet Modicogryllus och familjen syrsor.

## Underarter
Arten delas in i följande underarter:
- M. m. maliensis
- M. m. atrans